# Хромисты
Хроми́сты (лат. Chromista) — большая группа эукариот, которой многие современные макросистематики придают ранг царства. К группе относятся организмы, чьи клетки включают другую эукариотическую клетку, в которой находится хлоропласт, а также эволюционные потомки таких организмов, утратившие эукариотического симбионта. Большинство организмов группы имеют автотрофный тип питания, остальные являются гетеротрофами или сапротрофами. Включает как микроскопические одноклеточные организмы, так и относительно крупные многоклеточные, например, представители рода бурых водорослей Macrocystis могут достигать длины 60 м.

## История классификации
Первоначально царство хромистов выделено Томасом Кавалье-Смитом в 1981 году в двух из трёх его систем органического мира. В 1986 году Кавалье-Смит определился с составом царства, включив в него 3 группы:
- Криптофитовые водоросли (Cryptophyta)
- Гаптофитовые водоросли (Haptophyta)
- Гетероконты (Heterokonta)

В дальнейшем монофилия группы в таком составе была опровергнута, из-за чего ряд систематиков не признали выделение этого царства, продолжая считать всех эукариот, не относящихся к животным, растениям или грибам, протистами.
Те макросистематики, что выделяют царство хромистов, кроме гетероконтов включают в него различные таксоны в зависимости от своего видения классификации эукариот. Доказано, что процесс симбиогенеза эукариотических водорослей происходил неоднократно, поэтому  монофилия царства всё ещё под сомнением.

## Классификация
Майкл Руджеро и соавторы в 2015 году представили такую классификацию царства:
- Подцарство Hacrobia
  - Тип базальных таксонов
  - Тип (отдел) Cryptista
  - Тип (отдел) Haptophyta — Гаптофитовые водоросли
  - Тип Heliozoa — Солнечники
- Подцарство Harosa [= Sar]
  - Инфрацарство Halvaria
    - Надтип Alveolata — Альвеоляты
      - Тип Ciliophora — Инфузории
      - Тип Miozoa
        - Подтип Myzozoa
          - Инфратип Apicomplexa — Апикомплексы
          - Инфратип Dinozoa

        - Подтип Protalveolata

    - Надтип Heterokonta — Гетероконты
      - Тип (отдел) Bigyra
      - Тип (отдел) Ochrophyta [= Heterokontophyta] — Охрофитовые водоросли
      - Тип (отдел) Pseudofungi [= Oomycota — Оомицеты]

  - Инфрацарство Rhizaria — Ризарии

В том же 2015 году Кавалье-Смит с коллегами представил свою классификацию царства:
- Подцарство Hacrobia
  - Тип Haptista
    - Подтип Haptophytina
    - Подтип Heliozoa — Солнечники

  - Тип Cryptista
- Подцарство Harosa
  - Инфрацарство Halvaria
    - Надтип Heterokonta
      - Тип (отдел) Bigyra
      - Тип (отдел) Ochrophyta — Охрофитовые водоросли
      - Тип (отдел) Pseudofungi

    - Надтип Alveolata — Альвеоляты
      - Тип Miozoa
        - Подтип Protalveolata
        - Подтип Myzozoa
          - Инфратип Dinozoa
          - Инфратип Apicomplexa — Апикомплексы

      - Тип Ciliophora — Инфузории

  - Инфрацарство Rhizaria — Ризарии